# مانوئل پورتلا والادارس
مانوئل پورتلا والادارس (انگلیسی: Manuel Portela Valladares؛ زاده ۳۱ ژانویهٔ ۱۸۶۷ – درگذشته ۲۹ آوریل ۱۹۵۲) تاریخ‌نگار، سیاستمدار، حقوقدان، و وکیل اهل اسپانیا بود. وی از ۱۴ دسامبر ۱۹۳۵ تا ۱۹ فوریه ۱۹۳۶ نخست‌وزیر این کشور بود.
مانوئل پورتلا والادارس در ۲۹ آوریل ۱۹۵۲، در سن ۸۵ سالگی درگذشت.